# Европско првенство у флег фудбалу до 15 година 2016.
Европско првенство у флег фудбалу до 15 година 2016.. је прво издање континенталног шампионата у флег фудбалу, бесконтактној верзији америчког фудбала. Одржало се у Београду у Србији од 6. до 7. августа 2016. године. Учествовало је седам екипа састављених од по 12 дечака до 15 година старости. Титулу је освојила репрезентација Италије.

## Тимови
Репрезентације чини 12 играча, а све су се налазиле у једној групи. Игра се по једнокружном систему - свако са сваким.
| Група 1 | Чешка · Италија · Румунија · Србија · Словенија · Шпанија · Холандија |

## Резултати и табела
Одиграна је укупно 21 утакмица у турнирском делу, пред плеј оф. Четири првопласиране репрезентације квалификовале су се за полуфиналне утакмице.
| Датум          | Време | Селекција | Селекција | Резултат |
| -------------- | ----- | --------- | --------- | -------- |
| 6. август 2016 | 08.00 | Италија   | Словенија | 26:19    |
| 6. август 2016 | 08.00 | Холандија | Србија    | 31:19    |
| 6. август 2016 | 09.40 | Србија    | Чешка     | 39:20    |
| 6. август 2016 | 09.40 | Румунија  | Италија   | 0:85     |
| 6. август 2016 | 11.20 | Словенија | Чешка     | 26:21    |
| 6. август 2016 | 11.20 | Румунија  | Шпанија   | 0:81     |
| 6. август 2016 | 13.00 | Италија   | Холандија | 53:0     |
| 6. август 2016 | 13.00 | Србија    | Шпанија   | 19:25    |
| 6. август 2016 | 14.40 | Холандија | Чешка     | 16:19    |
| 6. август 2016 | 14.40 | Румунија  | Словенија | 6:49     |
| 6. август 2016 | 17.00 | Чешка     | Шпанија   | 12:31    |
| 6. август 2016 | 17.00 | Италија   | Србија    | 53:7     |
| 6. август 2016 | 18.40 | Словенија | Холандија | 25:32    |
| 6. август 2016 | 20.20 | Чешка     | Румунија  | 63:6     |
| 6. август 2016 | 20.20 | Шпанија   | Словенија | 42:0     |
| 7. август 2016 | 08.00 | Србија    | Румунија  | 53:0     |
| 7. август 2016 | 08.00 | Шпанија   | Холандија | 39:19    |
| 7. август 2016 | 09.40 | Чешка     | Италија   | 0:45     |
| 7. август 2016 | 11.20 | Холандија | Румунија  | 57:20    |
| 7. август 2016 | 11.20 | Словенија | Србија    | 26:26    |
| 7. август 2016 | 13.00 | Шпанија   | Италија   | 20:39    |

|  | Пласирали се у плеј-оф |

| #  | Репрезентација | ИГ | ПБ | ПЗ | НР | ДГ | ПГ | %   |
| -- | -------------- | -- | -- | -- | -- | -- | -- | --- |
| 1. | Чешка          | 0  | 0  | 0  | 0  | 00 | 00 | 000 |
| 2. | Италија        | 0  | 0  | 0  | 0  | 00 | 00 | 000 |
| 3. | Румунија       | 0  | 0  | 0  | 0  | 00 | 00 | 000 |
| 4. | Србија         | 0  | 0  | 0  | 0  | 00 | 00 | 000 |
| 5. | Словенија      | 0  | 0  | 0  | 0  | 00 | 00 | 000 |
| 6. | Шпанија        | 0  | 0  | 0  | 0  | 00 | 00 | 000 |
| 7. | Холандија      | 0  | 0  | 0  | 0  | 00 | 00 | 000 |

## Разигравање

### Полуфинале
У полуфиналним мечевима играле су репрезентације по систему прва са четвртом и друга са трећом, према успеху на табели у турнирсlом делу такмичења.
| Датум          | Репрезентација | Репрезентација | Резултат |
| -------------- | -------------- | -------------- | -------- |
| 7. август 2016 | Италија        | Србија         | 27:13    |
| 7. август 2016 | Шпанија        | Холандија      | 34:13    |

### Треће место
У мечу за треће место наступиле су репрезентације које су поражене у полуфиналним утакмицама.
| Датум          | Репрезентација | Репрезентација | Резултат |
| -------------- | -------------- | -------------- | -------- |
| 7. август 2016 | Србија         | Холандија      | 20:18    |

### Финале
У финалној утакмици наступиле су репрезентације које су победиле у полуфиналним мечевима.
| Датум          | Репрезентација | Репрезентација | Резултат |
| -------------- | -------------- | -------------- | -------- |
| 7. август 2016 | Италија        | Шпанија        | 48:26    |

| Првак Европе у флег фудбалу до 15 година 2016. |
| ---------------------------------------------- |
| Италија 1. титула                              |